# Замок Манкастер
Замок Манкастер (англ. Muncaster Castle) находится на севере Англии в графстве Камбрия, близ городка Равенгласс. С 1208 года замок служил родовым жилищем семьи Пеннигтон. Самой старой частью замка является родовой каменный донжон 1235 года, воздвигнутый на фундаменте старого римского форта. В 1780 году самый большой зал замка был переделан под обеденный зал. C 1862 года в замке Манкастер работал архитектор Энтони Сэлвин. Интерьеры замка наполнены различными экспонатами. Одной из достопримечательностей замка является стеклянный кубок. В 1464 году он был подарен семье Пеннингон, королём Генрихом IV.